# Krivoklát
Krivoklát je obec na Slovensku v okrese Ilava. Žije v ní 238 obyvatel.

## Historie
Archeologové vykopali v Krivoklátě bronzovou sponu z mladší doby bronzové, ale i sídliště púchovské kultury z 2. století před Kristem. První písemná zmínka o Krivoklátu pochází z roku 1439, kdy vesnice patřila k vršateckému panství. 

## Přírodní poměry
Vesnice leží v severní části Bílých Karpat v Krivoklátském údolí. Ve správním území obce leží přírodní rezervace Drieňová, přírodní památky Krivoklátská tiesňava a Krivoklátske lúky a část přírodní památky Dračia studňa.

## Obyvatelstvo

### Národnostní složení
| \| Krivoklát (okr.IL) SODB 2001 \| Krivoklát (okr.IL) SODB 2001 \| Krivoklát (okr.IL) SODB 2001 \| Krivoklát (okr.IL) SODB 2001 \| Krivoklát (okr.IL) SODB 2001 \| \| ---------------------------- \| ---------------------------- \| ---------------------------- \| ---------------------------- \| ---------------------------- \| \| \| \| \| \| \| \| Slováci \| Slováci \| \| 99 % \| 99 % \| \| Češi a Nezjištění \| Češi a Nezjištění \| \| 1 % \| 1 % \| |                   |  |      |      |
| Krivoklát (okr.IL) SODB 2001 |                   |  |      |      |
| |                   |  |      |      |
| Slováci | Slováci           |  | 99 % | 99 % |
| Češi a Nezjištění | Češi a Nezjištění |  | 1 %  | 1 %  |

### Náboženské složení
| \| Krivoklát (okr.IL) SODB 2001 \| Krivoklát (okr.IL) SODB 2001 \| Krivoklát (okr.IL) SODB 2001 \| Krivoklát (okr.IL) SODB 2001 \| Krivoklát (okr.IL) SODB 2001 \| \| ---------------------------- \| ---------------------------- \| ---------------------------- \| ---------------------------- \| ---------------------------- \| \| \| \| \| \| \| \| Římskokatolická c. \| Římskokatolická c. \| \| 95 % \| 95 % \| \| Bez vyznání \| Bez vyznání \| \| 3 % \| 3 % \| \| Ostatní, Nezjištění \| Ostatní, Nezjištění \| \| 2 % \| 2 % \| |                     |  |      |      |
| Krivoklát (okr.IL) SODB 2001 |                     |  |      |      |
| |                     |  |      |      |
| Římskokatolická c. | Římskokatolická c.  |  | 95 % | 95 % |
| Bez vyznání | Bez vyznání         |  | 3 %  | 3 %  |
| Ostatní, Nezjištění | Ostatní, Nezjištění |  | 2 %  | 2 %  |